# Patrick Labyorteaux
Patrick Labyorteaux, nome d'arte di Patrick Laborteaux (Los Angeles, 22 luglio 1965), è un attore statunitense.

## Biografia
Fratello maggiore dell'attore Matthew Laborteaux, ha iniziato a recitare da bambino, intorno alla metà degli anni settanta.
Nel corso della sua carriera ha preso parte a numerosi film e serie televisive, delle quali una delle sue più note partecipazioni è stata, insieme al fratello Matthew Laborteaux, alla serie La casa nella prateria.
Il 3 ottobre 1998 ha sposato la produttrice Tina Albanese da cui ha avuto tre figli.

## Filmografia

### Cinema
- Mezzogiorno e mezzo di fuoco (Blazing Saddles), regia di Mel Brooks (1974)
- Mame, regia di Gene Saks (1974)
- La sera della prima (Opening Night), regia di John Cassavetes (1977)
- Summer School - Una vacanza da ripetenti (Summer School), regia di Carl Reiner (1987)
- Gioco mortale (Terminal Entry), regia di John Kincade (1987)
- Schegge di follia (Heathers), regia di Michael Lehmann (1989)
- Ski School: Scuola di sci (Ski School), regia di Damian Lee (1990)
- 3 ragazzi ninja (3 Ninjas), regia di Jon Turteltaub (1992)
- Hollywood Palms, regia di Jeffrey Nachmanoff (2001)
- Una seconda possibilità (Redemption of the Ghost), regia di Richard Friedman (2002)
- Melancholy Baby, regia di Sean Hood - cortometraggio (2008)
- Yes Man, regia di Peyton Reed (2008)
- In My Sleep, regia di Allen Wolf (2010)

#### Televisione
- The Fisher Family – serie TV (1973)
- Only with Married Men, regia di Jerry Paris - film TV (1974)
- Shazam! – serie TV, episodio 3x03 (1976)
- Capitani e Re (Captains and the Kings) – miniserie TV, episodio 1x05 (1976)
- A Circle of Children, regia di Don Taylor - film TV (1977)
- Ai limiti dell'incredibile (Tales of the Unexpected) – serie TV, episodio 1x08 (1977)
- Il primo dei Kennedy (Young Joe, the Forgotten Kennedy), regia di Richard T. Heffron - film TV (1977)
- Starsky & Hutch (Starsky and Hutch) – serie TV, episodi 3x09-3x10 (1977)
- The Comedy Company, regia di Lee Philips - film TV (1978)
- Trapper John (Trapper John, M.D.) – serie TV, episodio 1x07 (1979)
- La casa nella prateria (Little House on the Prairie) – serie TV, 44 episodi (1977-1981)
- Love Boat (The Love Boat) – serie TV, episodi 2x24-5x07 (1979-1981)
- Il principe di Bel-Air (Prince of Bel Air), regia di Charles Braverman - film TV (1986)
- 21 Jump Street – serie TV, episodio 3x13 (1989)
- Paradise – serie TV, episodi 2x12-2x18 (1990)
- Ghoulies III - Anche i mostri vanno al college (Ghoulies III: Ghoulies Go to College), regia di John Carl Buechler - film TV (1990)
- Scuba School - Che coraggio ragazzi! (Last Resort), regia di Rafal Zielinski - film TV (1994)
- A Father for Charlie, regia di Jeff Bleckner - film TV (1995)
- Hope & Gloria – serie TV, episodio 1x01 (1995)
- Uno sconosciuto accanto a me (The Stranger Beside Me), regia di Sandor Stern - film TV (1995)
- Too Something – serie TV, episodio 1x10 (1995)
- Lois & Clark - Le nuove avventure di Superman (Lois & Clark: The New Adventures of Superman) – serie TV, episodio 3x03 (1995)
- The Last Frontier – serie TV, 6 episodi (1996)
- Living Single – serie TV, episodio 4x01 (1996)
- Prima o poi divorzio! (Yes, Dear) – serie TV, episodio 3x14 (2003)
- JAG - Avvocati in divisa (JAG) – serie TV, 208 episodi (1995-2005)
- Senza traccia (Without a Trace) – serie TV, episodio 5x24 (2007)
- Wildfire – serie TV, episodio 4x04 (2008)
- CSI - Scena del crimine (CSI: Crime Scene Investigation) – serie TV, episodio 9x06 (2008)
- Ghost Whisperer - Presenze (Ghost Whisperer) – serie TV, episodio 4x16 (2009)
- Catastrofe annunciata (The Storm) – serie TV, episodi 1x01-1x02 (2009)
- Dexter – serie TV, episodio 4x05 (2009)
- iCarly – serie TV, episodio 3x06 (2009)
- 2012: Ice Age, regia di Travis Fort  - film TV (2011)
- American Crime Story – serie TV, episodio 1x04 (2016)
- Castle – serie TV, episodio 8x19 (2016)
- Scandal – serie TV, episodio 5x21 (2016)
- Rebel – serie TV, episodio 1x02 (2017)
- NCIS - Unità anticrimine (NCIS) – serie TV, 4 episodi (2003-2022)
- L'ultimo Sharknado - Era ora! (The Last Sharknado: It's About Time), regia di Anthony C. Ferrante - film TV (2018)
- Rent-an-Elf, regia di Nick Lyon - film TV (2018)
- The Offer – miniserie TV, puntata 3 (2022)

## Doppiatori italiani
Nelle versioni in italiano delle opere in cui ha recitato, Patrick Labyorteaux è stato doppiato da:
- Oreste Baldini in Schegge di follia, JAG - Avvocati in divisa, NCIS - Unità anticrimine
- Massimo Corizza in La casa nella prateria (ep. 4x05, 4x09-10, 4x14, 4x18, 5x01-02)
- Fabrizio Vidale in La casa nella prateria (ep. 4x06, 4x20)
- Christian Fassetta in La casa nella prateria (ep. 5x03-st. 8)
- Davide Marzi in CSI - Scena del crimine
- Daniele Valenti in Yes Man
- Antonio Sanna in Ghost Whisperer - Presenze
- Luca Bottale in iCarly
- Stefano Starna in 2012: Ice Age
- Stefano Miceli in Castle
- Donato Sbodio in Scandal
- Roberto Fidecaro in The Offer